# Ruslán Albégov
Ruslán Vladímirovich Albégov –en ruso, Руслан Владимирович Албегов– (Vladikavkaz, URSS, 26 de enero de 1988) es un deportista ruso que compite en halterofilia.
Participó en los Juegos Olímpicos de Londres 2012, obteniendo una medalla de bronce en la categoría de +105 kg. Ganó dos medallas de oro en el Campeonato Mundial de Halterofilia, en los años 2013 y 2014, y dos medallas de oro en el Campeonato Europeo de Halterofilia, en los años 2012 y 2013.

## Palmarés internacional
| Juegos Olímpicos   | Juegos Olímpicos      | Juegos Olímpicos  | Juegos Olímpicos |
| Año                | Lugar                 | Medalla           | Categoría        |
| ------------------ | --------------------- | ----------------- | ---------------- |
| 2012               | Londres (Reino Unido) | Medalla de bronce | +105 kg          |
| Campeonato Mundial |                       |                   |                  |
| Año                | Lugar                 | Medalla           | Categoría        |
| 2013               | Breslavia (Polonia)   | Medalla de oro    | +105 kg          |
| 2014               | Almaty (Kazajistán)   | Medalla de oro    | +105 kg          |
| Campeonato Europeo |                       |                   |                  |
| Año                | Lugar                 | Medalla           | Categoría        |
| 2012               | Antalya (Turquía)     | Medalla de oro    | +105 kg          |
| 2013               | Tirana (Albania)      | Medalla de oro    | +105 kg          |